# Thiago Cardoso
Thiago Cardoso (Juiz de Fora, 4 agosto 1991) è un ex calciatore brasiliano, di ruolo difensore.

## Caratteristiche tecniche
È un difensore centrale.

## Carriera

### Club
Cresciuto nelle giovanili dell'Atlético Mineiro, ha esordito il 16 agosto 2009 in un match perso 2-0 contro il Corinthians.

### Nazionale
Ha giocato nella nazionale brasiliana Under-20.

## Statistiche

### Presenze e reti nei club
Statistiche aggiornate al 6 gennaio 2017.
| Stagione         | Squadra          | Campionato       | Campionato | Campionato | Coppe nazionali | Coppe nazionali | Coppe nazionali | Coppe continentali | Coppe continentali | Coppe continentali | Altre coppe | Altre coppe | Altre coppe | Totale | Totale | Totale |
| Stagione         | Squadra          | Comp             | Pres       | Reti       | Comp            | Pres            | Reti            | Comp               | Pres               | Reti               | Comp        | Pres        | Reti        | Pres   | Reti   |        |
| ---------------- | ---------------- | ---------------- | ---------- | ---------- | --------------- | --------------- | --------------- | ------------------ | ------------------ | ------------------ | ----------- | ----------- | ----------- | ------ | ------ | ------ |
| 2009             | Atlético Mineiro | M1/MG+A          | 0+2        | 0          | CB              | 0               | 0               | CS                 | 2                  | 0                  |             | -           | -           | 4      | 0      |        |
| 2011-2012        | Westerlo         | D1               | 7+2        | 0          | CB              | 0               | 0               |                    | -                  | -                  |             | -           | -           | 9      | 0      |        |
| 2012-2013        | Westerlo         | D2               | 1          | 0          | CB              | 0               | 0               |                    | -                  | -                  |             | -           | -           | 1      | 0      |        |
| Totale Westerlo  | Totale Westerlo  | Totale Westerlo  | 10         | 0          |                 | 0               | 0               |                    | -                  | -                  |             | -           | -           | 10     | 0      |        |
| 2013-gen. 2014   | Sintrense        | SD               | 13         | 1          | CP+CdL          | 0               | 0               |                    | -                  | -                  |             | -           | -           | 13     | 1      |        |
| gen.-giu. 2014   | Beira-Mar        | LdH              | 0          | 0          | CP+CdL          | 0               | 0               |                    | -                  | -                  |             | -           | -           | 0      | 0      |        |
| 2014             | Madureira        | A/RJ+C           | 0+18       | 0          | CB              | 0               | 0               |                    | -                  | -                  |             | -           | -           | 18     | 0      |        |
| 2015             | Madureira        | A/RJ+C           | 14+0       | 0          | CB              | 1               | 0               |                    | -                  | -                  |             | -           | -           | 15     | 0      |        |
| Totale Madureira | Totale Madureira | Totale Madureira | 32         | 0          |                 | 1               | 0               |                    | -                  | -                  |             | -           | -           | 33     | 0      |        |
| 2015             | Macaé            | A/RJ+B           | 0+15       | 0          | CB              | 0               | 0               |                    | -                  | -                  |             | -           | -           | 15     | 0      |        |
| 2016             | Macaé            | A/RJ+C           | 9+0        | 0          | CB              | 0               | 0               |                    | -                  | -                  |             | -           | -           | 9      | 0      |        |
| Totale Macaé     | Totale Macaé     | Totale Macaé     | 24         | 0          |                 | 0               | 0               |                    | -                  | -                  |             | -           | -           | 24     | 0      |        |
| 2016-2017        | Estoril Praia    | PL               | 6          | 0          | CP+CdL          | 0               | 0               |                    | -                  | -                  |             | -           | -           | 6      | 0      |        |
| 2017-2018        | Estoril Praia    | PL               | 0          | 0          | CP+CdL          | 0               | 0               |                    | -                  | -                  |             | -           | -           | 0      | 0      |        |
| Totale carriera  | Totale carriera  | Totale carriera  | 87         | 1          |                 | 1               | 0               |                    | 2                  | 0                  |             | -           | -           | 90     | 1      |        |